# 요코이촌 (오카야마현)
요코이촌(横井村)은 일본 오카야마현 미쓰군에 있던 촌이다. 현재의 오카야마시 기타구의 일부에 해당한다.

## 역사
- 1889년 6월 1일 - 정촌제 시행에 의해 쓰다카군 가모촌. 후쿠야마촌, 기비군 스가타니촌이 발족하였다.
- 1900년 4월 1일 - 군의 통합에 의해 미쓰군에 소속되었다.
- 1959년 2월 1일 - 쓰다카촌과 합병해 쓰다카정이 발족, 동일 요코이촌은 폐지되었다.